# Kleczew (gromada)
Kleczew – dawna gromada, czyli najmniejsza jednostka podziału terytorialnego Polskiej Rzeczypospolitej Ludowej w latach 1954–1972.
Gromady, z gromadzkimi radami narodowymi (GRN) jako organami władzy najniższego stopnia na wsi, funkcjonowały od reformy reorganizującej administrację wiejską przeprowadzonej jesienią 1954 do momentu ich zniesienia z dniem 1 stycznia 1973, tym samym wypierając organizację gminną w latach 1954–1972.
Gromadę Kleczew z siedzibą GRN w mieście Kleczewie (nie wchodzącym w skład gromady) utworzono – jako jedną z 8759 gromad na obszarze Polski – w powiecie konińskim w woj. poznańskim, na mocy uchwały nr 25/54 WRN w Poznaniu z dnia 5 października 1954. W skład jednostki weszły obszary dotychczasowych gromad Cegielnia, Roztoka i Sławoszewek oraz miejscowości Genowefa, Obrona i Władysławowo z dotychczasowej gromady Goranin ze zniesionej gminy Sławoszewek, obszar dotychczasowej gromady Jabłonka ze zniesionej gminy Kleczew, a także miejscowości Białobród (folwark), Białobród (kolonia) i Jóźwin (folwark) z dotychczasowej gromady Jóźwin oraz miejscowości Słaboludź (kolonia) i Słaboludź (wieś) z dotychczasowej gromady Słaboludź ze zniesionej gminy Kazimierz Biskupi – w tymże powiecie. Dla gromady ustalono 19 członków gromadzkiej rady narodowej.
1 stycznia 1958 do gromady Kleczew włączono miejscowość Helenowo ze zniesionej gromady Sławęcinek w tymże powiecie.
1 stycznia 1960 do gromady Kleczew włączono obszar zniesionej gromady Złotków w tymże powiecie.
1 stycznia 1962 do gromady Kleczew włączono miejscowości Mieczysławowo, Sławoszewo, Stogi i Wielkopole ze znoszonej gromady Ostrowąż w tymże powiecie.
31 grudnia 1971 do gromady Kleczew włączono miejscowości Przytuki i Przytuki-Kolonia ze zniesionej gromady Dobrosołowo w tymże powiecie.
Gromada przetrwała do końca 1972 roku, czyli do kolejnej reformy gminnej. 1 stycznia 1973 w powiecie konińskim reaktywowano gminę Kleczew.